# Settimana Internazionale di Coppi e Bartali 2013
La Settimana Internazionale di Coppi e Bartali 2013, ventottesima edizione della corsa e quindicesima con questa denominazione, valida come evento del circuito UCI Europe Tour 2013 categoria 2.1, si svolse in Emilia-Romagna su quattro tappe più due semitappe dal 20 al 24 marzo 2013 da Gatteo a Fiorano Modenese, su un percorso totale di circa 585,4 km. Fu vinto dall'italiano Diego Ulissi che terminò la gara con il tempo di 14 ore 15 minuti e 12 secondi, alla media di 41,07 km/h.
Al traguardo di Fiorano Modenese 121 ciclisti completarono la gara.

## Tappe
| Tappa  | Data     | Percorso                                                 | km    | Vincitore di tappa | Leader cl. generale |
| ------ | -------- | -------------------------------------------------------- | ----- | ------------------ | ------------------- |
| 1ª-1ª  | 20 marzo | Gatteo > Gatteo                                          | 99,5  | Fabio Felline      | Fabio Felline       |
| 1ª-2ª  | 20 marzo | Sant'Angelo in Lizzola > Gatteo a Mare (cron. a squadre) | 11,2  | Katusha Team       | Maksim Bel'kov      |
| 2ª     | 21 marzo | Gatteo > Sogliano al Rubicone                            | 162,3 | Diego Ulissi       | Diego Ulissi        |
| 3ª     | 22 marzo | Zola Predosa > Piane di Mocogno                          | 157   | Damiano Cunego     | Diego Ulissi        |
| 4ª     | 23 marzo | Crevalcore > Crevalcore (cron. individuale)              | 14,3  | Adriano Malori     | Diego Ulissi        |
| 5ª     | 24 marzo | Monticelli Terme > Fiorano Modenese                      | 141,1 | Damiano Caruso     | Diego Ulissi        |
| Totale | Totale   | Totale                                                   | 585,4 |                    |                     |

## Squadre e corridori partecipanti
| N.      | Cod. | Squadra                      |
| ------- | ---- | ---------------------------- |
| 1-8     | TNE  | Team NetApp-Endura           |
| 11-18   | CAN  | Cannondale Pro Cycling       |
| 21-28   | LAM  | Lampre-Merida                |
| 31-36   | AST  | Astana Pro Team              |
| 41-48   | KAT  | Katusha Team                 |
| 51-58   | BAR  | Bardiani Valvole-CSF Inox    |
| 61-68   | VIN  | Vini Fantini-Selle Italia    |
| 71-78   | AND  | Androni Giocattoli-Venezuela |
| 81-88   | RVL  | RusVelo                      |
| 91-98   | TNN  | Team Novo Nordisk            |
| 101-108 | CCC  | CCC Polsat Polkowice         |
| 111-118 | UHC  | UnitedHealthcare Pro Cycling |
| 121-128 | AJW  | AccentJobs-Wanty             |

| N.      | Cod. | Squadra                     |
| ------- | ---- | --------------------------- |
| 131-138 | MTN  | MTN-Qhubeka                 |
| 141-149 | TSV  | Topsport Vlaanderen-Baloise |
| 151-158 | COL  | Colombia                    |
| 161-168 | UNA  | Utensilnord-Ora24.eu        |
| 171-178 | ADR  | Adria Mobil                 |
| 181-188 | AMO  | Amore & Vita                |
| 191-198 | CEF  | Ceramica Flaminia-Fondriest |
| 201-208 | ADP  | ASC Dukla Praha             |
| 211-218 | GMS  | Team Gourmetfein-Simplon    |
| 221-228 | OHR  | Team Oster Hus-Ridley       |
| 231-238 | VBG  | Team Vorarlberg             |
| 241-248 | LOK  | Lokosphinx                  |

## Dettagli delle tappe

### 1ª tappa-1ª semitappa
- 20 marzo: Gatteo > Gatteo – 99,5 km

Risultati
| Pos. | Corridore          | Squadra          | Tempo    |
| ---- | ------------------ | ---------------- | -------- |
| 1    | Fabio Felline      | Androni          | 2h22'15" |
| 2    | Mattia Gavazzi     | Androni          | a 1"     |
| 3    | Alessandro Bazzana | UnitedHealthcare | s.t.     |

| Pos. | Corridore          | Squadra          | Tempo    |
| ---- | ------------------ | ---------------- | -------- |
| 1    | Fabio Felline      | Androni          | 2h22'09" |
| 2    | Mattia Gavazzi     | Androni          | a 3"     |
| 3    | Alessandro Bazzana | UnitedHealthcare | a 5"     |

### 1ª tappa-2ª semitappa
- 20 marzo: Sant'Angelo in Lizzola > Gatteo a Mare – Cronometro a squadre – 11,2 km

Risultati
| Pos. | Squadra                | Tempo  |
| ---- | ---------------------- | ------ |
| 1    | Katusha Team           | 13'15" |
| 2    | Cannondale Pro Cycling | a 5"   |
| 3    | Team NetApp-Endura     | a 8"   |

| Pos. | Corridore         | Squadra      | Tempo    |
| ---- | ----------------- | ------------ | -------- |
| 1    | Maksim Bel'kov    | Katusha Team | 2h35'31" |
| 2    | Sergej Černetskij | Katusha Team | a 2"     |
| 3    | Damiano Caruso    | Cannondale   | a 5"     |

### 2ª tappa
- 21 marzo: Gatteo > Sogliano al Rubicone - 162,3 km

Risultati
| Pos. | Corridore            | Squadra       | Tempo    |
| ---- | -------------------- | ------------- | -------- |
| 1    | Diego Ulissi         | Lampre-Merida | 4h33'23" |
| 2    | Miguel Ángel Rubiano | Androni       | a 34"    |
| 3    | Damiano Cunego       | Lampre-Merida | a 1'11"  |

| Pos. | Corridore            | Squadra       | Tempo    |
| ---- | -------------------- | ------------- | -------- |
| 1    | Diego Ulissi         | Lampre-Merida | 7h08'55" |
| 2    | Miguel Ángel Rubiano | Androni       | a 58"    |
| 3    | Damiano Cunego       | Lampre-Merida | a 1'17"  |

### 3ª tappa
- 22 marzo: Zola Predosa > Piane di Mocogno – 157 km

Risultati
| Pos. | Corridore          | Squadra       | Tempo    |
| ---- | ------------------ | ------------- | -------- |
| 1    | Damiano Cunego     | Lampre-Merida | 4h10'18" |
| 2    | Mauro Santambrogio | Vini Fantini  | s.t.     |
| 3    | Matej Mugerli      | Adria Mobil   | s.t.     |

| Pos. | Corridore            | Squadra       | Tempo     |
| ---- | -------------------- | ------------- | --------- |
| 1    | Diego Ulissi         | Lampre-Merida | 11h19'13" |
| 2    | Miguel Ángel Rubiano | Androni       | a 58"     |
| 3    | Damiano Cunego       | Lampre-Merida | a 1'17"   |

### 4ª tappa
- 23 marzo: Crevalcore > Crevalcore – Cronometro individuale – 14,3 km

Risultati
| Pos. | Corridore      | Squadra       | Tempo  |
| ---- | -------------- | ------------- | ------ |
| 1    | Adriano Malori | Lampre-Merida | 16'14" |
| 2    | Anton Vorob'ëv | Katusha Team  | a 14"  |
| 3    | Moreno Moser   | Cannondale    | a 16"  |

| Pos. | Corridore            | Squadra       | Tempo     |
| ---- | -------------------- | ------------- | --------- |
| 1    | Diego Ulissi         | Lampre-Merida | 11h36'06" |
| 2    | Damiano Cunego       | Lampre-Merida | a 1'35"   |
| 3    | Miguel Ángel Rubiano | Androni       | a 1'48"   |

### 5ª tappa
- 24 marzo: Monticelli Terme > Fiorano Modenese – 141,1 km

Risultati
| Pos. | Corridore        | Squadra     | Tempo    |
| ---- | ---------------- | ----------- | -------- |
| 1    | Damiano Caruso   | Cannondale  | 3h00'13" |
| 2    | Alessandro Mazzi | Utensilnord | a 13"    |
| 3    | Boris Špilevskij | Lokosphinx  | a 1'28"  |

| Pos. | Corridore            | Squadra       | Tempo     |
| ---- | -------------------- | ------------- | --------- |
| 1    | Diego Ulissi         | Lampre-Merida | 14h15'12" |
| 2    | Damiano Cunego       | Lampre-Merida | a 1'35"   |
| 3    | Miguel Ángel Rubiano | Androni       | a 1'48"   |

## Evoluzione delle classifiche
| Tappa              | Vincitore          | Classifica generale Maglia rossa | Classifica a punti Maglia bianca | Classifica scalatori Maglia verde | Classifica giovani Maglia arancio | Classifica a squadre         |
| ------------------ | ------------------ | -------------------------------- | -------------------------------- | --------------------------------- | --------------------------------- | ---------------------------- |
| 1ª-1ª              | Fabio Felline      | Fabio Felline                    | Fabio Felline                    | Alessandro Mazzi                  | Fabio Felline                     | Androni Giocattoli-Venezuela |
| 1ª-2ª              | Katusha Team       | Maksim Bel'kov                   | Fabio Felline                    | Alessandro Mazzi                  | Moreno Moser                      | Lampre-Merida                |
| 2ª                 | Diego Ulissi       | Diego Ulissi                     | Fabio Felline                    | Alessandro Mazzi                  | Francesco Manuel Bongiorno        | Lampre-Merida                |
| 3ª                 | Damiano Cunego     | Diego Ulissi                     | Damiano Cunego                   | Alessandro Mazzi                  | Francesco Manuel Bongiorno        | Androni Giocattoli-Venezuela |
| 4ª                 | Adriano Malori     | Diego Ulissi                     | Damiano Cunego                   | Alessandro Mazzi                  | Francesco Manuel Bongiorno        | Androni Giocattoli-Venezuela |
| 5ª                 | Damiano Caruso     | Diego Ulissi                     | Damiano Cunego                   | Alessandro Mazzi                  | Francesco Manuel Bongiorno        | Androni Giocattoli-Venezuela |
| Classifiche finali | Classifiche finali | Diego Ulissi                     | Damiano Cunego                   | Alessandro Mazzi                  | Francesco Bongiorno               | Androni Giocattoli-Venezuela |

## Classifiche finali

### Classifica generale
| Pos. | Corridore            | Squadra        | Tempo     |
| ---- | -------------------- | -------------- | --------- |
| 1    | Diego Ulissi         | Lampre-Merida  | 14h15'12" |
| 2    | Damiano Cunego       | Lampre-Merida  | a 1'35"   |
| 3    | Miguel Ángel Rubiano | Androni        | a 1'48"   |
| 4    | Ivan Basso           | Cannondale     | a 1'59"   |
| 5    | Riccardo Zoidl       | Gourmetfein    | a 2'09"   |
| 6    | Leopold König        | NetApp-Endura  | a 2'14"   |
| 7    | Francesco Bongiorno  | Bardiani Valv. | a 2'36"   |
| 8    | Davide Rebellin      | CCC Polsat     | a 2'41"   |
| 9    | Sergio Pardilla      | MTN-Qhubeka    | a 3'11"   |
| 10   | Fabio Taborre        | Vini Fantini   | a 3'19"   |

### Classifica a punti
| Pos. | Corridore            | Squadra       | Punti |
| ---- | -------------------- | ------------- | ----- |
| 1    | Damiano Cunego       | Lampre-Merida | 16    |
| 2    | Miguel Ángel Rubiano | Androni       | 11    |
| 3    | Diego Ulissi         | Lampre-Merida | 10    |
| 4    | Fabio Felline        | Androni       | 10    |
| 5    | Damiano Caruso       | Cannondale    | 10    |

### Classifica scalatori
| Pos. | Corridore        | Squadra     | Punti |
| ---- | ---------------- | ----------- | ----- |
| 1    | Alessandro Mazzi | Utensilnord | 27    |
| 2    | Damiano Caruso   | Cannondale  | 16    |
| 3    | Fabio Felline    | Androni     | 12    |
| 4    | Boris Špilevskij | Lokosphinx  | 8     |
| 5    | Emanuele Sella   | Androni     | 6     |

### Classifica giovani
| Pos. | Corridore           | Squadra        | Tempo     |
| ---- | ------------------- | -------------- | --------- |
| 1    | Francesco Bongiorno | Bardiani Valv. | 14h17'48" |
| 2    | Lukas Pöstlberger   | Gourmetfein    | a 3'37"   |
| 3    | Fabio Felline       | Androni Gioc.  | a 3'59"   |
| 4    | Kirill Svešnikov    | Lokosphinx     | a 4'12"   |
| 5    | Thomas Sprengers    | Topsport Vl.   | a 4'52"   |

### Classifica a squadre
| Pos. | Squadra                      | Tempo     |
| ---- | ---------------------------- | --------- |
| 1    | Androni Giocattoli-Venezuela | 44h18'11" |
| 2    | Team NetApp-Endura           | a 5"      |
| 3    | Bardiani Valvole-CSF Inox    | a 2'34"   |
| 4    | Lampre-Merida                | a 2'39"   |
| 5    | Team Gourmetfein-Simplon     | a 7'28"   |